# Lac Nive
Lac Nive är en sjö i Kanada.   Den ligger i regionen Abitibi-Témiscamingue och provinsen Québec, i den sydöstra delen av landet, 270 km nordväst om huvudstaden Ottawa. Lac Nive ligger 359 meter över havet. Den ligger vid sjöarna  Lac Gentiane och Lac Houdent.
I omgivningarna runt Lac Nive växer i huvudsak blandskog. Trakten runt Lac Nive är nära nog obefolkad, med mindre än två invånare per kvadratkilometer.